# محمدآباد (جهرم)
محمدآباد یا محمدآباد کوهپایه روستایی از توابع بخش مرکزی شهرستان جهرم در استان فارس است.

## جمعیت
این روستا در دهستان جلگاه قرار دارد و براساس سرشماری مرکز آمار ایران در سال ۱۳۹۵، جمعیت آن ۶۳ نفر (۱۷ خانوار) بوده‌است.